# Česen (priimek)
Česen je priimek v Sloveniji, ki ga je po podatkih Statističnega urada Republike Slovenije na dan 1. januarja 2010 uporabljalo 261 oseb in je med vsemi priimki po pogostosti uporabe uvrščen na 1.573. mesto.

## Znani nosilci priimka
- Aleksandra Česen, nogometna sodnica
- Aleš Česen (*1982), alpinist
- Frank Česen (1890—1983), izseljenski književnik in kulturno politični delavec v ZDA
- Kristjan Arh Česen (*1997), nogometaš
- Matevž Česen (*1985), plesalec in koreograf
- Nejc Česen (*1985), alpinist
- Roki Česen (1977—2005), plesalec
- Tomo Česen (*1959), športni plezalec in alpinist
- Tone Česen (*1973), rimskokatoliški duhovnik in pedagog, direktor Zavoda sv. Stanislava